# О’Доннелл, Джозеф (старший)
Джозеф О’Доннел старший или Хосе О’Доннелл-и-Доннелл (Туам, 20 декабря 1722—1787) был испанским генералом ирландского происхождения и полковником испанского полка Irlanda. Трое его сыновей были испанскими генералами и сражались во время наполеоновских войн.
Потомок династии О’Доннел по прямой мужской линии: его отец Хью Даб О’Доннелл был праправнуком Конна Ога О’Доннела (который, в свою очередь, был внуком Калваха О’Доннела — короля Тирконнелла).

## Семья
О’Доннелл женился на Мариане де Анэтан-и-Марешал из Люксембурга. Трое их сыновей стали испанскими генералами времён Пиренейских войн, также известной как Испанская война за независимость.
- Генри (Энрике Хосе) О’Доннелл, 1-й граф Бисбаль (1769—1834)
- Джозеф О’Доннелл (младший) (1768—1836)
- Чарльз О’Доннелл (1772—1830)